# Sverige vid världsmästerskapen i friidrott 2022
Sverige tävlade vid världsmästerskapen i friidrott 2022 i Eugene i USA mellan den 15 och 24 juli 2022. Sverige hade en trupp på 22 idrottare, varav 11 herrar och 11 damer.
Förbundskaptenen Kajsa Bergqvist tog initialt ut en trupp på 21 friidrottare till mästerskapet. Den 7 juli 2022 fick även släggkastaren Grete Ahlberg en plats i truppen.

## Medaljörer
| Medalj | Idrottare         | Gren                        | Datum   |
| ------ | ----------------- | --------------------------- | ------- |
| Guld   | Armand Duplantis  | Herrarnas stavhopp          | 24 juli |
| Brons  | Perseus Karlström | Herrarnas 20 kilometer gång | 15 juli |
| Brons  | Perseus Karlström | Herrarnas 35 kilometer gång | 24 juli |

## Resultat

### Herrar
Gång- och löpgrenar
| Idrottare         | Gren               | Försöksheat | Försöksheat | Semifinal | Semifinal | Final            | Final            |
| Idrottare         | Gren               | Resultat    | Placering   | Resultat  | Placering | Resultat         | Placering        |
| ----------------- | ------------------ | ----------- | ----------- | --------- | --------- | ---------------- | ---------------- |
| Andreas Kramer    | 800 meter          | 1.45,77     | 13 0q0      | 1.46,71   | 21        | Gick inte vidare | Gick inte vidare |
| David Nilsson     | Maraton            | —           | —           | —         | —         | 0DNF0            | 0DNF0            |
| Vidar Johansson   | 3 000 meter hinder | 8.33,51     | 32          | —         | —         | Gick inte vidare | Gick inte vidare |
| Carl Bengtström   | 400 meter häck     | 49,64       | 15 0Q0      | 48,75     | 9         | Gick inte vidare | Gick inte vidare |
| Perseus Karlström | 20 kilometer gång  | —           | —           | —         | —         | 1:19.18          | 3                |
| Perseus Karlström | 35 kilometer gång  | —           | —           | —         | —         | 2:23.44 0PB0     | 3                |

Teknikgrenar
| Idrottare        | Gren          | Kval         | Kval      | Final            | Final            |
| Idrottare        | Gren          | Distans      | Placering | Distans          | Placering        |
| ---------------- | ------------- | ------------ | --------- | ---------------- | ---------------- |
| Armand Duplantis | Stavhopp      | 5,75 m       | =1 0q0    | 6,21 m 0VR0      | 1                |
| Thobias Montler  | Längdhopp     | 8,10 m       | 3 0q0     | 7,81 m           | 11               |
| Simon Pettersson | Diskus        | 68,11 m 0SB0 | 3 0Q0     | 67,00 m          | 5                |
| Daniel Ståhl     | Diskus        | 65,95 m      | 7 0q0     | 67,10 m          | 4                |
| Ragnar Carlsson  | Släggkastning | 73,45 m      | 20        | Gick inte vidare | Gick inte vidare |
| Kim Amb          | Spjutkastning | 0DNS0        | 0DNS0     | 0DNS0            | 0DNS0            |

Mångkamp – Tiokamp
| Idrottare      | Gren     | 100 m | Längd  | Kula  | Höjd | 400 m | 110 m häck | Diskus | Stav | Spjut | 1 500 m | Totalt | Placering |
| -------------- | -------- | ----- | ------ | ----- | ---- | ----- | ---------- | ------ | ---- | ----- | ------- | ------ | --------- |
| Marcus Nilsson | Resultat | 11,46 | 5,90 m | 0DNS0 | –    | –     | –          | –      | –    | –     | –       | 0DNF0  | –         |
| Marcus Nilsson | Poäng    | 761   | 565    | 0     |      |       |            |        |      |       |         | 0DNF0  | –         |

### Damer
Gång- och löpgrenar
| Idrottare         | Gren        | Försöksheat  | Försöksheat | Semifinal        | Semifinal        | Final            | Final            |
| Idrottare         | Gren        | Resultat     | Placering   | Resultat         | Placering        | Resultat         | Placering        |
| ----------------- | ----------- | ------------ | ----------- | ---------------- | ---------------- | ---------------- | ---------------- |
| Hanna Hermansson  | 1 500 meter | 4.06,30 0PB0 | 16 0q0      | 4.06,70          | 17               | Gick inte vidare | Gick inte vidare |
| Yolanda Ngarambe  | 1 500 meter | 4.09,15      | 32          | Gick inte vidare | Gick inte vidare | Gick inte vidare | Gick inte vidare |
| Sarah Lahti       | 5 000 meter | 15.26,05     | 22          | —                | —                | Gick inte vidare | Gick inte vidare |
| Hanna Lindholm    | Maraton     | —            | —           | —                | —                | 2:32.08 0PB0     | 24               |
| Carolina Wikström | Maraton     | —            | —           | —                | —                | 2:32.24          | 25               |

Teknikgrenar
| Idrottare         | Gren          | Kval         | Kval      | Final            | Final            |
| Idrottare         | Gren          | Distans      | Placering | Distans          | Placering        |
| ----------------- | ------------- | ------------ | --------- | ---------------- | ---------------- |
| Maja Nilsson      | Höjdhopp      | 1,90 m       | =15       | Gick inte vidare | Gick inte vidare |
| Lisa Gunnarsson   | Stavhopp      | 4,35 m       | =16       | Gick inte vidare | Gick inte vidare |
| Khaddi Sagnia     | Längdhopp     | 6,78 m       | 5 0Q0     | 6,87 m           | 6                |
| Axelina Johansson | Längdhopp     | 18,57 m 0PB0 | 12 0q0    | 17,60 m          | 12               |
| Fanny Roos        | Längdhopp     | 18,72 m      | 11 0q0    | 18,27 m          | 11               |
| Grete Ahlberg     | Släggkastning | 70,87 m 0PB0 | 12 0q0    | 70,11 m          | 9                |